# Ватерлоо (Південна Кароліна)
Ватерлоо (англ. Waterloo) — місто (англ. town) в США, в окрузі Лоренс штату Південна Кароліна. Населення — 149 осіб (2020).

## Географія
Ватерлоо розташоване за координатами 34°21′16″ пн. ш. 82°3′35″ зх. д. / 34.35444° пн. ш. 82.05972° зх. д. (34.354542, -82.059724).  За даними Бюро перепису населення США в 2010 році місто мало площу 3,62 км², уся площа — суходіл. В 2017 році площа становила 4,58 км², уся площа — суходіл.

## Демографія
Згідно з переписом 2010 року, у місті мешкало 166 осіб у 72 домогосподарствах у складі 45 родин. Густота населення становила 46 осіб/км².  Було 90 помешкань (25/км²).
Расовий склад населення:
| - 52,4 % — чорних або афроамериканців - 45,8 % — білих |

До двох чи більше рас належало 1,8 %. Частка іспаномовних становила 0,0 % від усіх жителів.
За віковим діапазоном населення розподілялося таким чином: 19,3 % — особи молодші 18 років, 62,0 % — особи у віці 18—64 років, 18,7 % — особи у віці 65 років та старші. Медіана віку мешканця становила 44,0 року. На 100 осіб жіночої статі у місті припадало 100,0 чоловіків;  на 100 жінок у віці від 18 років та старших — 81,1 чоловіків також старших 18 років.
Середній дохід на одне домашнє господарство  становив 33 416 доларів США (медіана — 27 500), а середній дохід на одну сім'ю — 39 353 долари (медіана — 33 750). За межею бідності перебувало 31,3 % осіб, у тому числі 43,8 % дітей у віці до 18 років та 32,4 % осіб у віці 65 років та старших.
Цивільне працевлаштоване населення становило 56 осіб. Основні галузі зайнятості: освіта, охорона здоров'я та соціальна допомога — 39,3 %, мистецтво, розваги та відпочинок — 17,9 %, виробництво — 14,3 %, роздрібна торгівля — 12,5 %.